# Vương miện Thép Romania

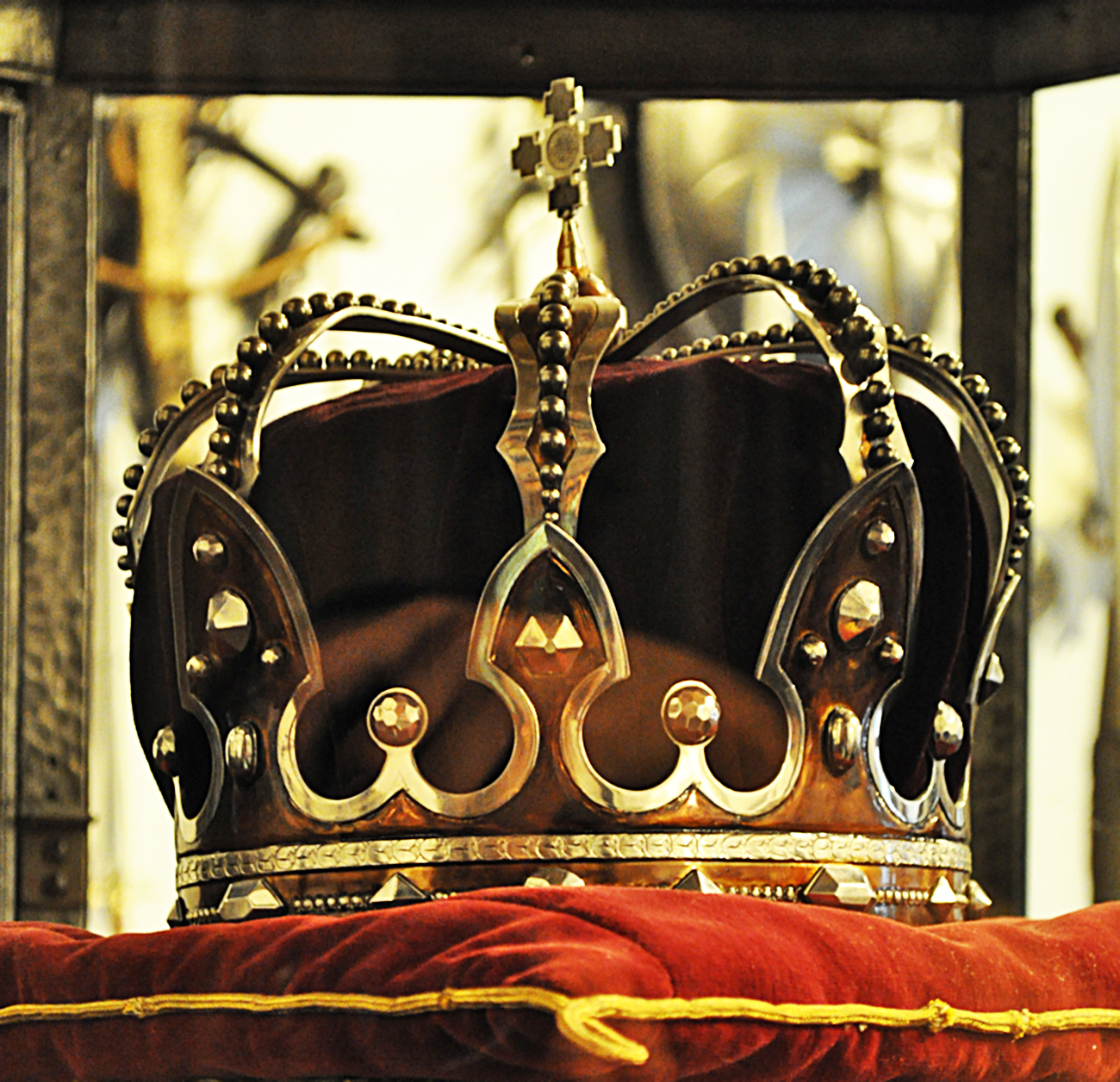
Vương miện thép của các vua Romania từ năm 1881-1946

Vương miện thép (tiếng Romania: Coroana de ote) thuộc quyền sở hữu đầu tiên của Carol I, vua của Vương quốc România, nó được rèn tại Kho quân sự (Arsenalul Armatei) ở Bucharest, từ thép của một khẩu đại bác do Quân đội Romania chiếm được từ quân Ottoman trong Chiến tranh giành độc lập.
Vua Carol I đã chọn thép, chứ không phải vàng, để tượng trưng cho lòng dũng cảm của những người lính Romania. Ông đã đội trên đầu Vương miện thép trong các buổi lễ đăng cơ và tuyên bố Romania là một vương quốc độc lập vào năm 1881. Nó cũng chính là Vương miện được sử dụng vào năm 1922 trong lễ đăng cơ của Vua Ferdinand I và Vương hậu Maria với tư cách là người thừa kế Vương quyền của Romania, diễn ra ở Alba Iulia. Vương miện cũng được sử dụng trong lễ đăng cơ Michael I  và được Đức Thượng phụ Chính thống giáo của Romania, Nicodim Munteanu, xức tại Nhà thờ Chính toà Bucharest, vào đúng ngày lên ngôi lần thứ hai, ngày 06 tháng 09 năm 1940.
Vương miện thép đã được thêm vào Quốc huy Romania vào ngày 11 tháng 7 năm 2016.

## Thư viện ảnh

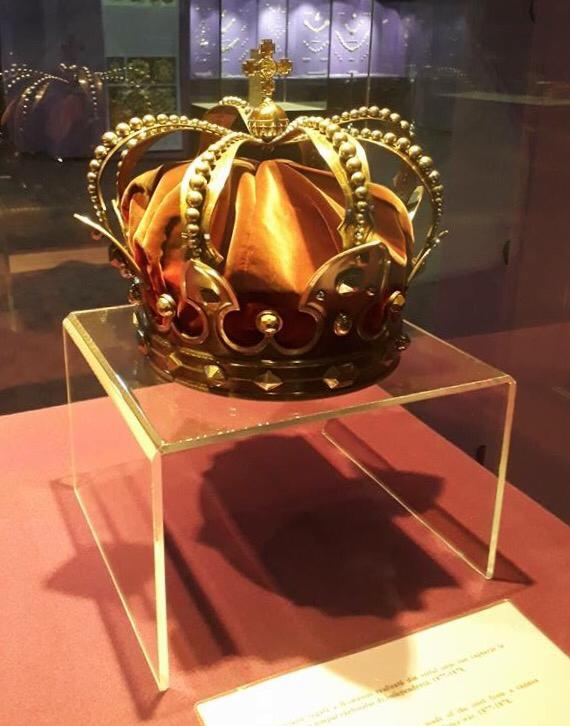
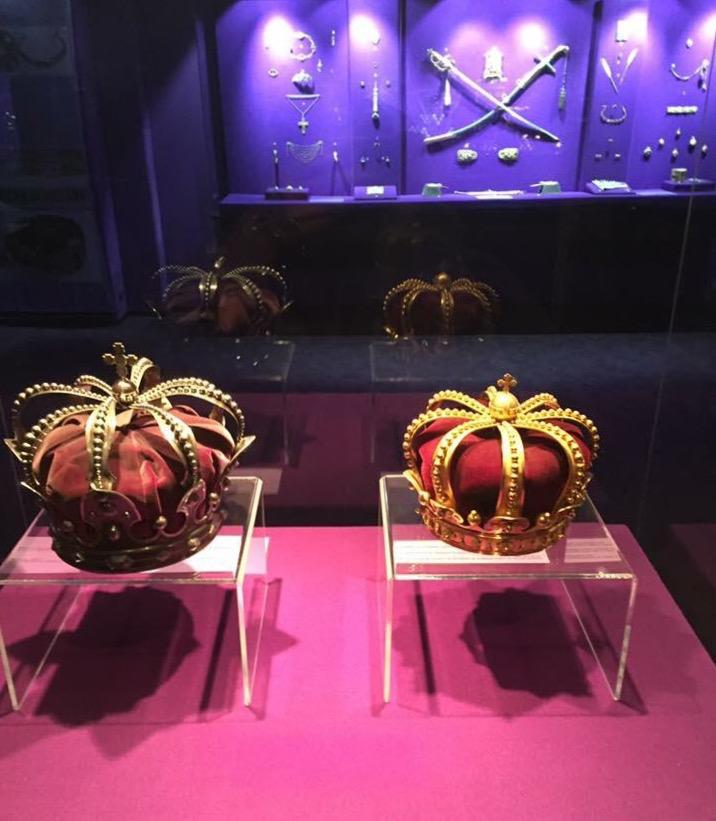
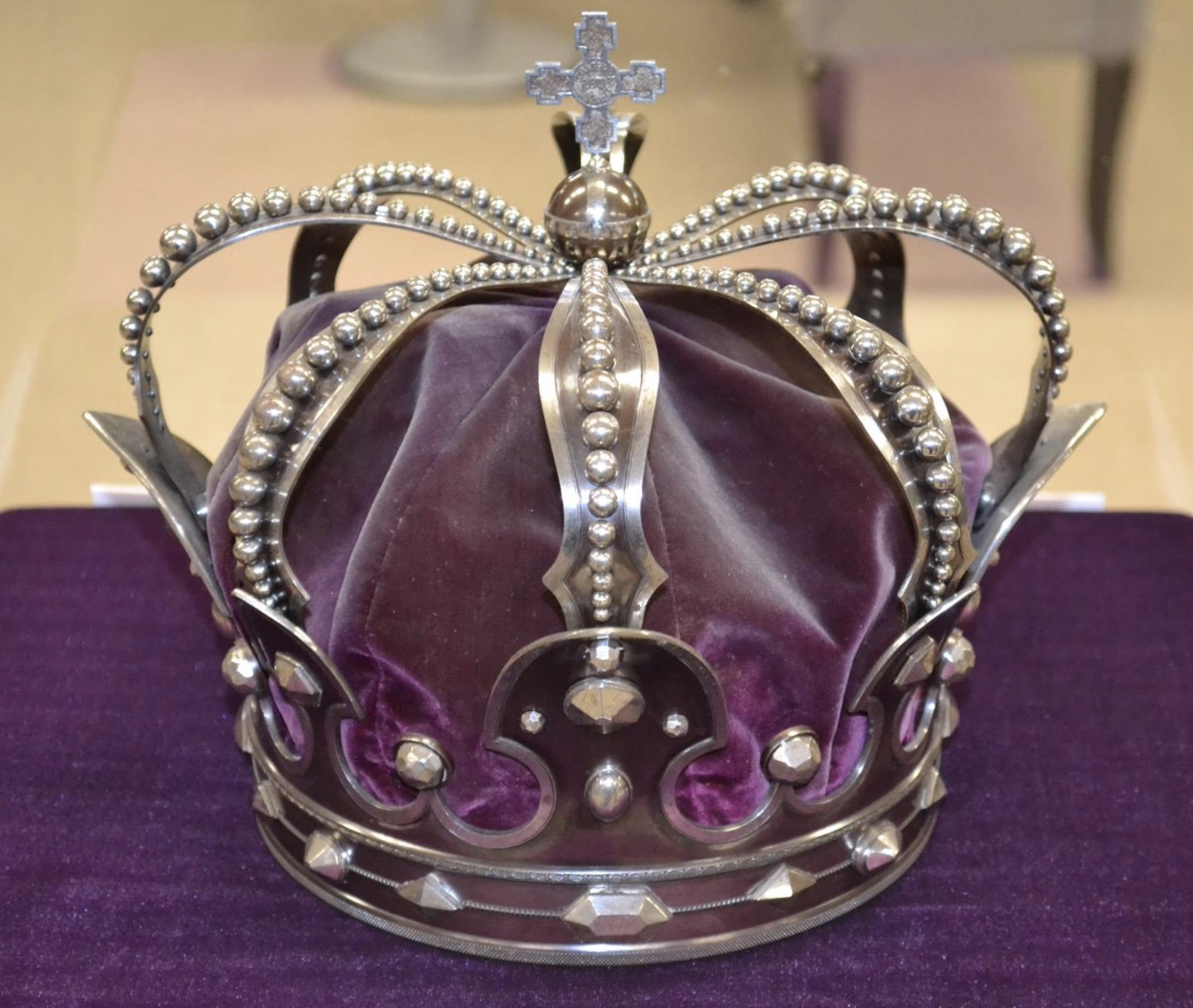
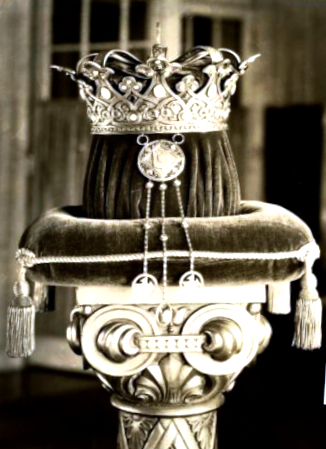
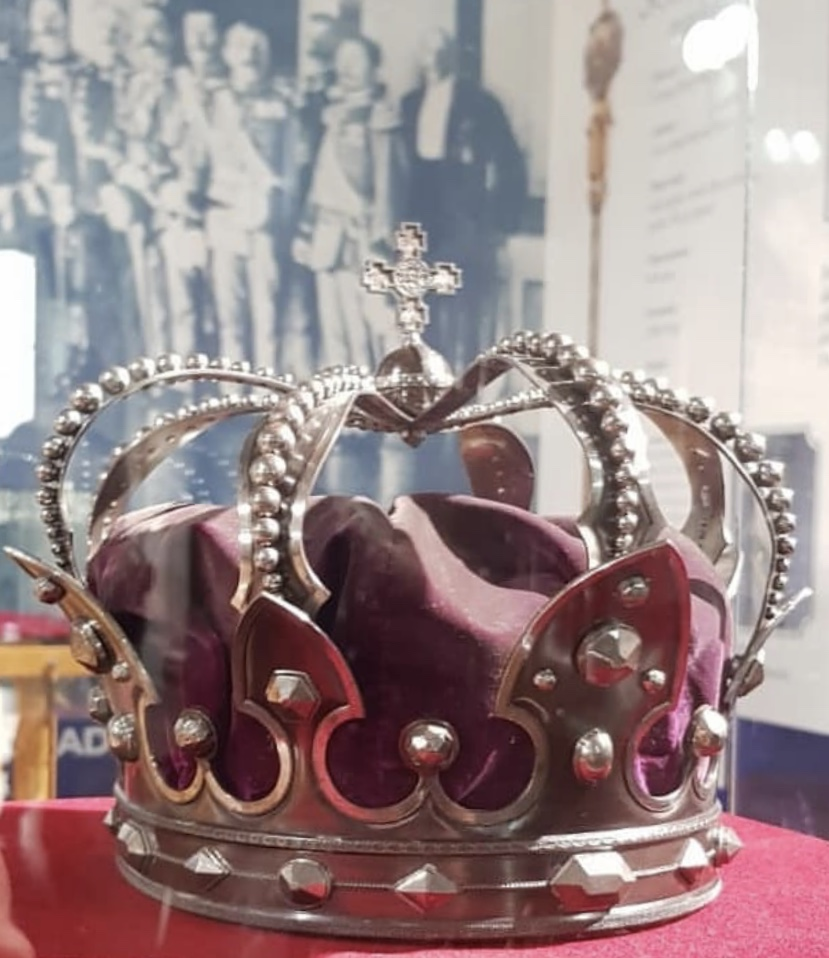
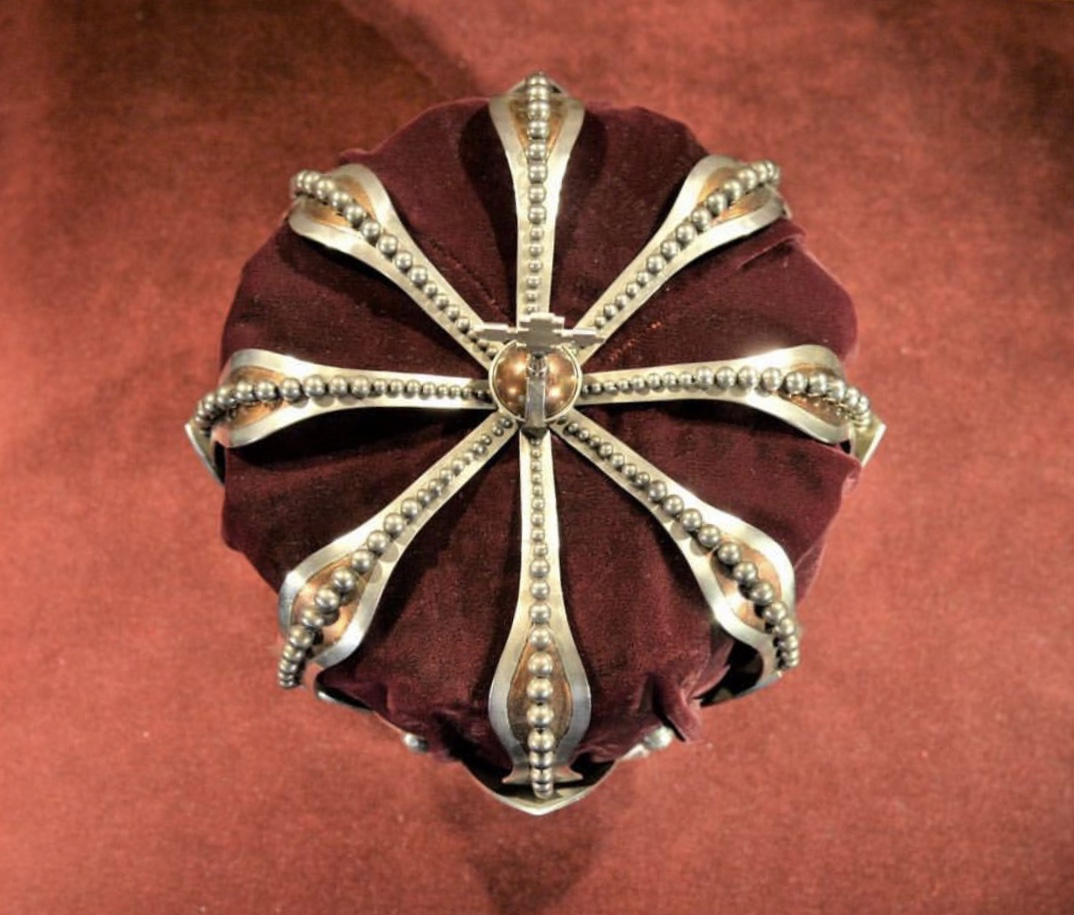
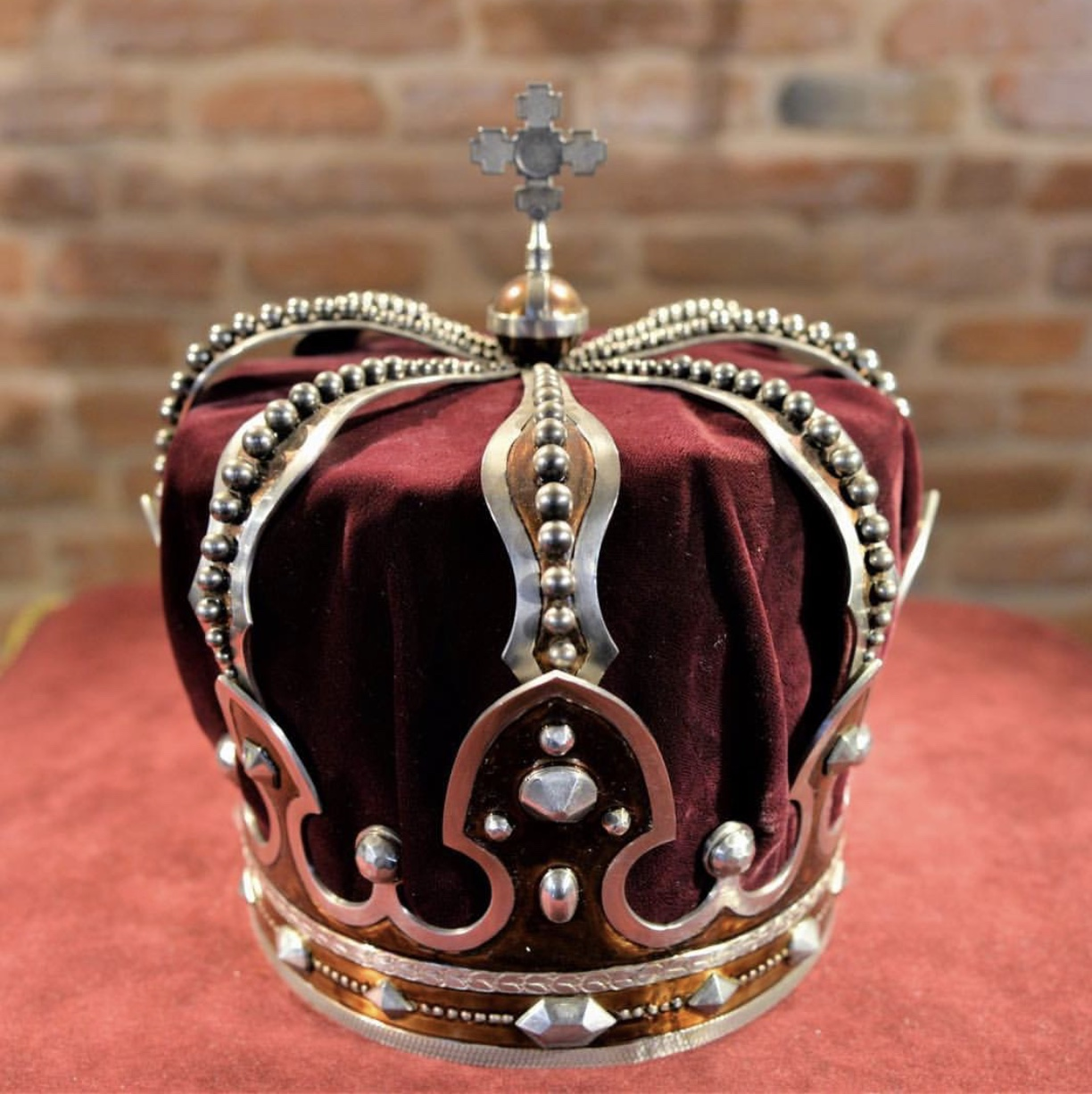

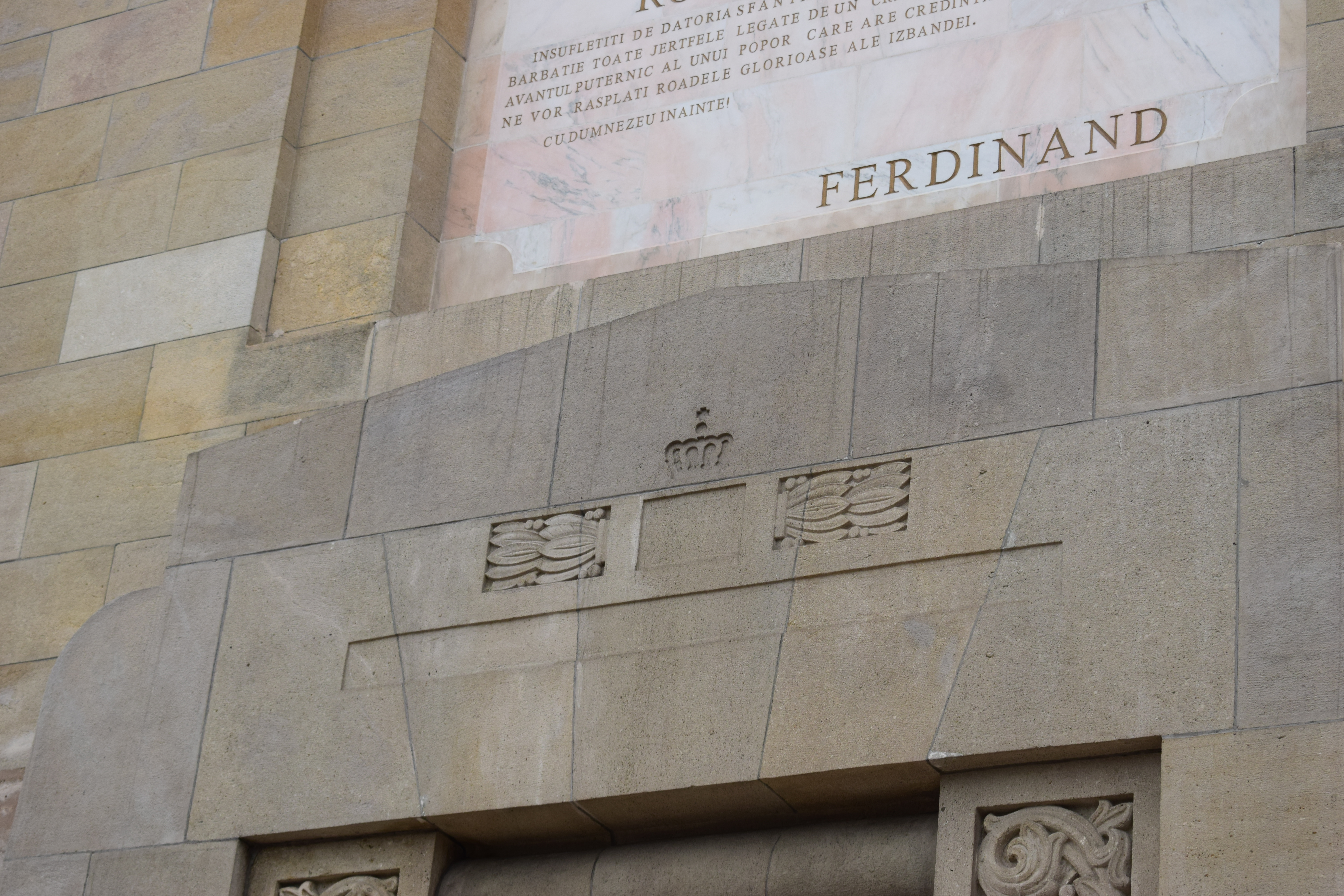
Biểu tượng của Vương miện Hoàng gia ("Vương miện thép" của Romania), được mô tả trên mặt tiền phía đông của Khải hoàn môn ("Arcul de Triumf") ở Bucharest.
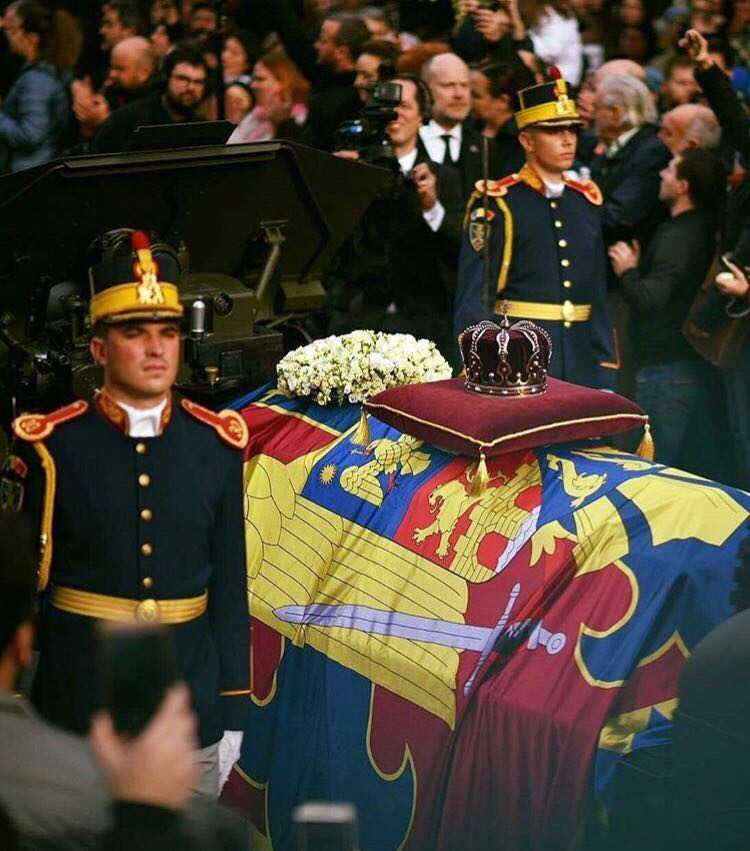
Tang lễ của Vua Michael I của Romania vào tháng 12 năm 2017, với vương miện trên quan tài.
Huy hiệu đại diện